# Gabriel de Paula Almeida Magalhães
Gabriel de Paula Almeida Magalhães (São João Del Rei, 15 de setembro de 1833 — São João Del Rei, 10 de dezembro de 1904) foi um político brasileiro. Exerceu o mandato de deputado federal constituinte por Minas Gerais em 1891.